# Sofim
Sofim var et datterselskab af Fiat, som producerede motorer for Fiat og Iveco.

## Biler med motor fra Sofim
- Citroën Jumper
- Fiat Croma
- Fiat Ducato
- Iveco Daily
- Peugeot Boxer
- Renault Master / Opel Movano / Nissan Interstar
- Renault Mascott
- Renault Safrane

| Italien | Spire Denne artikel om et firma eller en virksomhed i Italien er en spire som bør udbygges. Du er velkommen til at hjælpe Wikipedia ved at udvide den. |